# Лука Ибришимовић
Фра Лука Ибришимовић (око 1620 — март 1698) био је хрватски фратар, културни радник, војник и шпијун. Био је најпознатији по вођењу устанка против османских снага у Славонији током Великог турског рата.

## Биографија
Ибришимовић је, према различитим изворима, рођен или у Пожеги или уСибињу око 1620. године. Основно образовање из хуманистичких наука, филозофије и теологије стекао је у манастиру Велика, док је високо образовање стекао у Риму. Око 1670. године, док је Славонија још увек била под османском окупацијом, Ибришимовић је основао јавну школу у Пожеги. Већи део његовог рада био је концентрисан око града Пожеге. Османски пша из Ђакова гс је затворио 1680. године под оптужбом за издају. Међутим, због утицаја на своје моћне пријатеље међу османским званичницима и уз помоћ подђићивања успева да се извуче из тамнице и тако је избегао набијање на колац. Одржавао је живу преписку са спољним странама у Вараждину и Загребу, обавештавајући их у својим писмима о османским припремама у региону за Бечку кампању 1683. године.

### Велики турски рат
Након што је почео Велики турски рат, Ибришимовићев поверљивац Хреља је заробљен од стране Османлија док је кријумчарио информације хришћанским трупама. И Хреља и Ибришимовић су потом ухапшени, затворени и осуђени на набијање на колац од стране османских власти. Међутим, казна је спроведена само над Хрељом, док су Ибришимовића откупили фрањевци.  Након тога, придружио се словенским хришћанским побуњеницима који су се скривали у шумама и планирали општи устанак против Османлија. Хрватски историчар Радослав Лопашић сматра да је Ибришимовић вероватно провео време између 1684. и 1688. године међу устаницима, пошто је његова преписка у том периоду престала.

#### Битка код Соколовца
Почетком 1689. године, османска војска је са неколико хиљада људи прешла реку Саву, ушла у Славонију и опсела Пожегу. Иако је било мало царских трупа које су могле да се супротставе Турцима, Ибришимовић је окупио локалну устаничку војску која се супротставила Турцима на брду Соколовац код Пожеге и поразила их. Током битке код Соколовца, Ибришимовићеви устаници су напали Османлије из заседе у њиховом логору током ноћи док су спавали, наневши им много жртава. Наводно су и локалне жене учествовале у бици бацајући камење на главе османских војника док су пролазили кроз уске јаруге и нападајући их срповима, косама и вилама. Победа код Соколовца донела је Ибришимовићу надимак „Сокол“ (хрватски назив за јастреба). 
Када је током исте године још једна османска војска прешла Саву у Славонију, Ибришимовић и његови људи су се налазили у утврђеном фрањевачком манастиру у Великој.
Ово је била почетна тачка за ослобођење Славоније након доласка војске генерала Макара 1691. године. Ибришимовић је по окончању османске владавине организовао повратак расељених лица и изградњу цркава. Ослобођење Славоније поклопило се са покретом за ослобођење Лике и Крбаве који је предводио Марко Месић.
Неуморно је радио на успостављању што квалитетнијег живота по окончању сукоба. Сходно томе, често је писао властима у Бечу тражећи да инвестирају у ратом разорену Славонију. Захваљујући њему обновљене су бројне школе и поново је оживео културни и верски живот.

### Смрт и сећање
Ибришимовић је преминуо у Пожеги. Град и даље слави његову победу као део својих свечаности поводом Дана Светог Ђорђа 12. марта. У његову част, сваке године на годишњицу Соколовачке битке, грађани Пожеге се сећају његове победе над Османлијама. Традиционално се сваке године одржава дефиле и организује почасна паљба из топова и минобацача.

## Видети још
- Марко Месић